# Sinh vật sản xuất sơ cấp

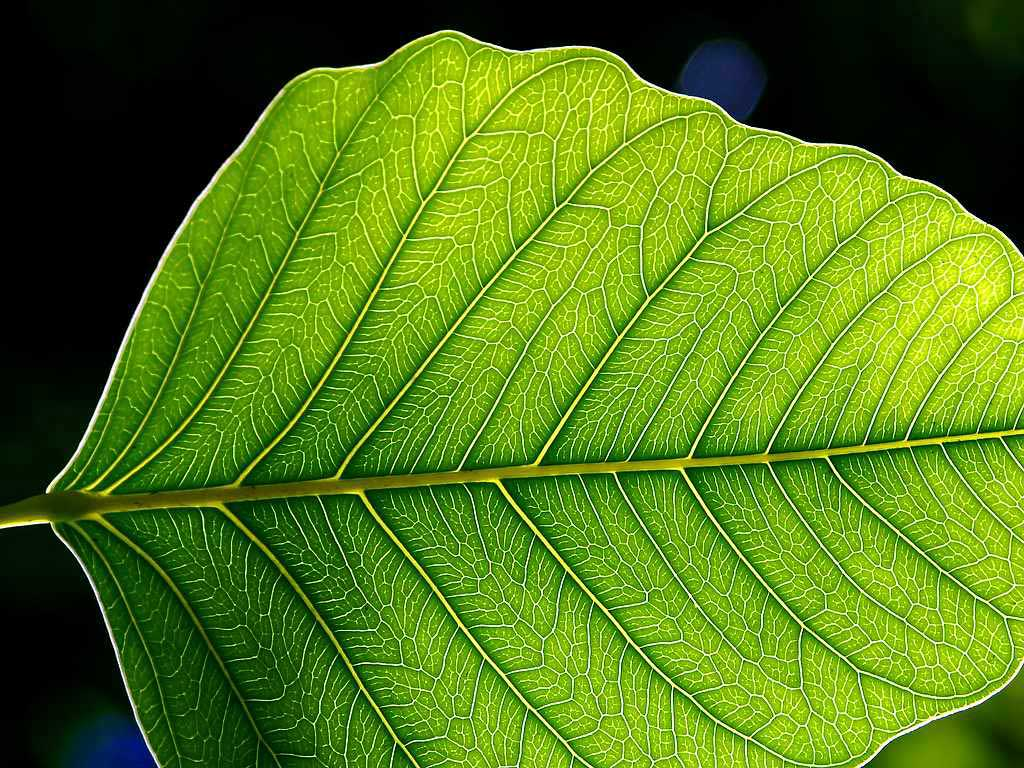
Lá cây là nơi diễn ra quá trình quang hợp chính đối với thực vật.

Sinh vật sản xuất sơ cấp là những sinh vật trong một hệ sinh thái mà sản xuất ra sinh khối từ những hợp chất vô cơ (sinh vật tự dưỡng). Trong hầu hết các trường hợp, chúng là những sinh vật hoạt động quang hợp (thực vật, vi khuẩn lam, sinh vật nguyên sinh và một số các sinh vật đơn bào khác; xem bài quang hợp). Tuy nhiên, có những ví dụ trong đó cổ khuẩn và vi khuẩn (các sinh vật đơn bào) sản xuất ra sinh khối từ quá trình oxy hóa các hợp chất hóa học vô cơ (sinh vật hóa tự dưỡng) trong các miệng phun thủy nhiệt dưới biển sâu. Những sinh vật này được coi là tồn tại ở bậc dinh dưỡng thấp nhất.
Nấm và các sinh vật khác thu được sinh khối từ quá trình oxy hóa các nguyên liệu hữu cơ được gọi là sinh vật phân giải và không phải sinh vật sản xuất sơ cấp. Tuy nhiên, địa y sống tại các khí hậu lãnh nguyên là một ví dụ ngoại lệ của sinh vật sản xuất sơ cấp trong đó, bằng việc sống cộng sinh, nó kết hợp khả năng quang hợp của tảo (hoặc thêm vào đó là sự gắn nito bởi vi khuẩn lam) với sự bảo vệ của nấm phân giải.